# Etmopterus fusus
Etmopterus fusus es una especie de pez de la familia Dalatiidae en el orden de los Squaliformes.

## Morfología
Los machos pueden alcanzar 25,8 cm de longitud total.

## Reproducción
Es ovovivíparo.

## Hábitat
Es un pez de mar y de aguas profundas que vive entre 430-550 m de profundidad.

## Distribución geográfica
Se encuentra al norte de Australia Occidental y, posiblemente, en   Java (Indonesia ).